# Liste der Nummer-eins-Hits in Ungarn (2014)
Dies ist eine Liste der Nummer-eins-Hits in Ungarn im Jahr 2014. Sie basiert auf den Top-40-Albumcharts und den Top-20-Singlecharts der Magyar Hanglemezkiadók Szövetsége (Mahasz), dem ungarischen Vertreter der International Federation of the Phonographic Industry.

## Singles
| ← 2013 ← | Liste der Nummer-eins-Hits in Ungarn | Liste der Nummer-eins-Hits in Ungarn          | Liste der Nummer-eins-Hits in Ungarn | 2015 → |
| \| Zeitraum \| Wo. ges. \| Interpret \| Titel Autor(en) \| Zusätzliche Informationen \| \| (Zeitraum, Wochen auf Platz eins, Interpret, Titel, Autor[en], zusätzliche Informationen) \| \| \| \| \| \| ----------------------------------------------------------------------------------------- \| -------- \| --------------------------------------------- \| ------------------------------------------------------------------------------------------------------------------------------------------------ \| ---------------------------------------------------------------------------------------------------------------------------------------- \| \| 23. Dezember 2013 – 5. Januar 2014 2 Wochen \| 2 \| Avicii \| Hey Brother Tim Bergling, Ash Pournouri, Vincent Pontare, Dan Tyminski \| – \| \| 6. Januar 2014 – 19. Januar 2014 2 Wochen (insgesamt 13) \| 13 \| Pharrell Williams \| Happy Pharrell Williams \| – \| \| 20. Januar 2014 – 26. Januar 2014 1 Woche \| 1 \| Boggie \| Parfüm / Noueau Parfum \| – \| \| 27. Januar 2014 – 30. März 2014 9 Wochen (insgesamt 13) \| 13 \| Pharrell Williams \| Happy Pharrell Williams \| – \| \| 31. März 2014 – 6. April 2014 1 Woche (insgesamt 3) \| 3 \| Honeybeast \| A legnagyobb hős \| – \| \| 7. April 2014 – 20. April 2014 2 Wochen (insgesamt 13) \| 13 \| Pharrell Williams \| Happy Pharrell Williams \| – \| \| 21. April 2014 – 4. Mai 2014 2 Wochen \| 2 \| Mr. Probz \| Waves (Robin Schulz Remix) Dennis Princewell Stehr \| – \| \| 5. Mai 2014 – 11. Mai 2014 1 Woche \| 1 \| Kállay Saunders \| Running András Kállay-Saunders, Krisztián Szakos \| Der ungarische Beitrag zum Eurovision Song Contest 2014 erreichte Platz 5 und kam anschließend auch in Deutschland in die Charts. \| \| 12. Mai 2014 – 18. Mai 2014 1 Woche \| 1 \| Coldplay \| Midnight Will Champion, Chris Martin, Guy Berryman, Jonny Buckland \| – \| \| 19. Mai 2014 – 25. Mai 2014 1 Woche \| 1 \| Magdolna Rúzsa & Csík zenekar \| Egyszer \| Die ehemalige Pop-Idol-Siegerin singt hier zusammen mit dem Volksmusikorchester von Csík Janos. \| \| 26. Mai 2014 – 8. Juni 2014 2 Wochen \| 2 \| Ákos \| Újrakezdhetnénk \| – \| \| 9. Juni 2014 – 22. Juni 2014 2 Wochen \| 2 \| Pitbull feat. Jennifer Lopez & Cláudia Leitte \| We Are One (Ole Ola) Jennifer Lopez, Thomas Troelsen, Lukasz Gottwald, Sia Furler, Nadir Khayat, Cláudia Leitte, Daniel Murcia, Armando C. Pérez \| Zum Start der Fußball-Weltmeisterschaft 2014 steigt der offizielle WM-Song in den Charts, in Ungarn und Belgien sogar bis an die Spitze. \| \| 23. Juni 2014 – 6. Juli 2014 2 Wochen (insgesamt 3) \| 3 \| Honeybeast \| A legnagyobb hős \| – \| \| 7. Juli 2014 – 14. September 2014 10 Wochen (insgesamt 14) \| 14 \| Lilly Wood & the Prick and Robin Schulz \| Prayer in C (Robin Schulz Remix) Nili Hadida, Benjamin Cotto \| Nach Waves bereits der zweite Remix des deutschen DJs, der in diesem Jahr Platz eins erreicht. \| \| 15. September 2014 – 21. September 2014 1 Woche \| 1 \| Punnany Massif \| Hétköznapi hősök \| – \| \| 22. September 2014 – 28. September 2014 1 Woche (insgesamt 2) \| 2 \| Ákos \| Igazán \| – \| \| 29. September 2014 – 12. Oktober 2014 2 Wochen (insgesamt 14) \| 14 \| Lilly Wood & the Prick and Robin Schulz \| Prayer in C (Robin Schulz Remix) Nili Hadida, Benjamin Cotto \| – \| \| 13. Oktober 2014 – 19. Oktober 2014 1 Woche \| 1 \| Halott Pénz \| Valami van a levegőben \| – \| \| 20. Oktober 2014 – 2. November 2014 2 Wochen (insgesamt 14) \| 14 \| Lilly Wood & the Prick and Robin Schulz \| Prayer in C (Robin Schulz Remix) Nili Hadida, Benjamin Cotto \| – \| \| 3. November 2014 – 9. November 2014 1 Woche (insgesamt 9) \| 9 \| Avicii \| The Days Brandon Flowers, Salem Al Fakir, Tim Bergling, Vincent Pontare \| – \| \| 10. November 2014 – 16. November 2014 1 Woche \| 1 \| David Guetta feat. Sam Martin \| Lovers on the Sun David Guetta, Michael Einziger, Giorgio Tuinfort, Tim Bergling, Sam Martin, Jason Evigan, Frederic Riesterer \| – \| \| 17. November 2014 – 23. November 2014 1 Woche (insgesamt 2) \| 2 \| Ákos \| Igazán \| – \| \| 24. November 2014 – 21. Dezember 2014 4 Wochen (insgesamt 9) \| 9 \| Avicii \| The Days Brandon Flowers, Salem Al Fakir, Tim Bergling, Vincent Pontare \| – \| \| 22. Dezember 2014 – 28. Dezember 2014 1 Woche \| 1 \| Calvin Harris feat. John Newman \| Blame Calvin Harris, John Newman, James Newman \| – \| \| 29. Dezember 2014 – 25. Januar 2015 4 Wochen (insgesamt 9) \| 9 \| Avicii \| The Days Brandon Flowers, Salem Al Fakir, Tim Bergling, Vincent Pontare \| – \| |                                      |                                               | | |
| ← 2013 |                                      |                                               | | → 2015 → |
| Zeitraum | Wo. ges.                             | Interpret                                     | Titel Autor(en) | Zusätzliche Informationen |
| (Zeitraum, Wochen auf Platz eins, Interpret, Titel, Autor[en], zusätzliche Informationen) |                                      |                                               | | |
| 23. Dezember 2013 – 5. Januar 2014 2 Wochen | 2                                    | Avicii                                        | Hey Brother Tim Bergling, Ash Pournouri, Vincent Pontare, Dan Tyminski                                                                           | – |
| 6. Januar 2014 – 19. Januar 2014 2 Wochen (insgesamt 13) | 13                                   | Pharrell Williams                             | Happy Pharrell Williams | – |
| 20. Januar 2014 – 26. Januar 2014 1 Woche | 1                                    | Boggie                                        | Parfüm / Noueau Parfum | – |
| 27. Januar 2014 – 30. März 2014 9 Wochen (insgesamt 13) | 13                                   | Pharrell Williams                             | Happy Pharrell Williams | – |
| 31. März 2014 – 6. April 2014 1 Woche (insgesamt 3) | 3                                    | Honeybeast                                    | A legnagyobb hős | – |
| 7. April 2014 – 20. April 2014 2 Wochen (insgesamt 13) | 13                                   | Pharrell Williams                             | Happy Pharrell Williams | – |
| 21. April 2014 – 4. Mai 2014 2 Wochen | 2                                    | Mr. Probz                                     | Waves (Robin Schulz Remix) Dennis Princewell Stehr                                                                                               | – |
| 5. Mai 2014 – 11. Mai 2014 1 Woche | 1                                    | Kállay Saunders                               | Running András Kállay-Saunders, Krisztián Szakos                                                                                                 | Der ungarische Beitrag zum Eurovision Song Contest 2014 erreichte Platz 5 und kam anschließend auch in Deutschland in die Charts.        |
| 12. Mai 2014 – 18. Mai 2014 1 Woche | 1                                    | Coldplay                                      | Midnight Will Champion, Chris Martin, Guy Berryman, Jonny Buckland                                                                               | – |
| 19. Mai 2014 – 25. Mai 2014 1 Woche | 1                                    | Magdolna Rúzsa & Csík zenekar                 | Egyszer | Die ehemalige Pop-Idol-Siegerin singt hier zusammen mit dem Volksmusikorchester von Csík Janos.                                          |
| 26. Mai 2014 – 8. Juni 2014 2 Wochen | 2                                    | Ákos                                          | Újrakezdhetnénk | – |
| 9. Juni 2014 – 22. Juni 2014 2 Wochen | 2                                    | Pitbull feat. Jennifer Lopez & Cláudia Leitte | We Are One (Ole Ola) Jennifer Lopez, Thomas Troelsen, Lukasz Gottwald, Sia Furler, Nadir Khayat, Cláudia Leitte, Daniel Murcia, Armando C. Pérez | Zum Start der Fußball-Weltmeisterschaft 2014 steigt der offizielle WM-Song in den Charts, in Ungarn und Belgien sogar bis an die Spitze. |
| 23. Juni 2014 – 6. Juli 2014 2 Wochen (insgesamt 3) | 3                                    | Honeybeast                                    | A legnagyobb hős | – |
| 7. Juli 2014 – 14. September 2014 10 Wochen (insgesamt 14) | 14                                   | Lilly Wood & the Prick and Robin Schulz       | Prayer in C (Robin Schulz Remix) Nili Hadida, Benjamin Cotto                                                                                     | Nach Waves bereits der zweite Remix des deutschen DJs, der in diesem Jahr Platz eins erreicht.                                           |
| 15. September 2014 – 21. September 2014 1 Woche | 1                                    | Punnany Massif                                | Hétköznapi hősök | – |
| 22. September 2014 – 28. September 2014 1 Woche (insgesamt 2) | 2                                    | Ákos                                          | Igazán | – |
| 29. September 2014 – 12. Oktober 2014 2 Wochen (insgesamt 14) | 14                                   | Lilly Wood & the Prick and Robin Schulz       | Prayer in C (Robin Schulz Remix) Nili Hadida, Benjamin Cotto                                                                                     | – |
| 13. Oktober 2014 – 19. Oktober 2014 1 Woche | 1                                    | Halott Pénz                                   | Valami van a levegőben | – |
| 20. Oktober 2014 – 2. November 2014 2 Wochen (insgesamt 14) | 14                                   | Lilly Wood & the Prick and Robin Schulz       | Prayer in C (Robin Schulz Remix) Nili Hadida, Benjamin Cotto                                                                                     | – |
| 3. November 2014 – 9. November 2014 1 Woche (insgesamt 9) | 9                                    | Avicii                                        | The Days Brandon Flowers, Salem Al Fakir, Tim Bergling, Vincent Pontare                                                                          | – |
| 10. November 2014 – 16. November 2014 1 Woche | 1                                    | David Guetta feat. Sam Martin                 | Lovers on the Sun David Guetta, Michael Einziger, Giorgio Tuinfort, Tim Bergling, Sam Martin, Jason Evigan, Frederic Riesterer                   | – |
| 17. November 2014 – 23. November 2014 1 Woche (insgesamt 2) | 2                                    | Ákos                                          | Igazán | – |
| 24. November 2014 – 21. Dezember 2014 4 Wochen (insgesamt 9) | 9                                    | Avicii                                        | The Days Brandon Flowers, Salem Al Fakir, Tim Bergling, Vincent Pontare                                                                          | – |
| 22. Dezember 2014 – 28. Dezember 2014 1 Woche | 1                                    | Calvin Harris feat. John Newman               | Blame Calvin Harris, John Newman, James Newman                                                                                                   | – |
| 29. Dezember 2014 – 25. Januar 2015 4 Wochen (insgesamt 9) | 9                                    | Avicii                                        | The Days Brandon Flowers, Salem Al Fakir, Tim Bergling, Vincent Pontare                                                                          | – |

## Alben
| ← 2013 ← | Liste der Nummer-eins-Hits in Ungarn | Liste der Nummer-eins-Hits in Ungarn | Liste der Nummer-eins-Hits in Ungarn | 2015 →                    |
| \| Zeitraum \| Wo. ges. \| Interpret \| Titel \| Zusätzliche Informationen \| \| (Zeitraum, Wochen auf Platz eins, Interpret, Titel, zusätzliche Informationen) \| \| \| \| \| \| ------------------------------------------------------------------------------ \| -------- \| ------------------- \| --------------------------------- \| ------------------------- \| \| 30. Dezember 2013 – 5. Januar 2014 1 Woche \| 1 \| Bruno Mars \| Unorthodox Jukebox \| – \| \| 6. Januar 2014 – 12. Januar 2014 1 Woche \| 1 \| Sárik Péter Trio \| A világ összes kincse \| – \| \| 13. Januar 2014 – 19. Januar 2014 1 Woche \| 1 \| Vad Fruttik \| Darabok \| – \| \| 20. Januar 2014 – 2. Februar 2014 2 Wochen \| 2 \| Tankcsapda \| A legjobb méreg \| – \| \| 3. Februar 2014 – 2. März 2014 4 Wochen \| 4 \| Csaba Vastag \| Conecto \| – \| \| 3. März 2014 – 9. März 2014 1 Woche \| 1 \| Subscribe \| This Moment Will Soon Be Gone \| – \| \| 10. März 2014 – 16. März 2014 1 Woche \| 1 \| Zsuzsa Koncz \| Tündérország \| – \| \| 17. März 2014 – 6. April 2014 3 Wochen \| 3 \| Kylie Minogue \| Kiss Me Once \| – \| \| 7. April 2014 – 27. April 2014 3 Wochen (insgesamt 13) \| 13 \| Kowalsky meg a Vega \| Még nem éden \| – \| \| 28. April 2014 – 18. Mai 2014 3 Wochen \| 3 \| Ákos \| Karcolatok 20 - Jubileumi koncert \| – \| \| 19. Mai 2014 – 8. Juni 2014 3 Wochen (insgesamt 5) \| 5 \| Coldplay \| Ghost Stories \| – \| \| 9. Juni 2014 – 15. Juni 2014 1 Woche (insgesamt 13) \| 13 \| Kowalsky meg a Vega \| Még nem éden \| – \| \| 16. Juni 2014 – 29. Juni 2014 2 Wochen \| 2 \| Linkin Park \| The Hunting Party \| – \| \| 30. Juni 2014 – 6. Juli 2014 1 Woche (insgesamt 5) \| 5 \| Coldplay \| Ghost Stories \| – \| \| 7. Juli 2014 – 20. Juli 2014 2 Wochen (insgesamt 13) \| 13 \| Kowalsky meg a Vega \| Még nem éden \| – \| \| 21. Juli 2014 – 27. Juli 2014 1 Woche (insgesamt 5) \| 5 \| Coldplay \| Ghost Stories \| – \| \| 28. Juli 2014 – 14. September 2014 7 Wochen (insgesamt 13) \| 13 \| Kowalsky meg a Vega \| Még nem éden \| – \| \| 15. September 2014 – 21. September 2014 1 Woche \| 1 \| Zorán \| Egypár barát - Aréna 2014 \| – \| \| 22. September 2014 – 28. September 2014 1 Woche (insgesamt 2) \| 2 \| Ákos \| Igazán EP \| – \| \| 29. September 2014 – 5. Oktober 2014 1 Woche \| 1 \| Depresszió \| A folyamat zajlik … \| – \| \| 6. Oktober 2014 – 12. Oktober 2014 1 Woche (insgesamt 2) \| 2 \| Ákos \| Igazán EP \| – \| \| 13. Oktober 2014 – 2. November 2014 3 Wochen (insgesamt 9) \| 9 \| Tankcsapda \| Urai vagyunk a helyzetnek \| – \| \| 3. November 2014 – 9. November 2014 1 Woche \| 1 \| Hooligans \| Társasjáték \| – \| \| 10. November 2014 – 23. November 2014 2 Wochen (insgesamt 9) \| 9 \| Tankcsapda \| Urai vagyunk a helyzetnek \| – \| \| 24. November 2014 – 30. November 2014 1 Woche (insgesamt 2) \| 2 \| David Guetta \| Listen \| – \| \| 1. Dezember 2014 – 7. Dezember 2014 1 Woche (insgesamt 9) \| 9 \| Tankcsapda \| Urai vagyunk a helyzetnek \| – \| \| 8. Dezember 2014 – 21. Dezember 2014 2 Wochen (insgesamt 3) \| 3 \| Dynamic \| Csak a név számít \| – \| \| 22. Dezember 2014 – 4. Januar 2015 2 Wochen \| 2 \| Musical \| A Játékkészítő \| – \| |                                      |                                      |                                      |                           |
| ← 2013 |                                      |                                      |                                      | → 2015 →                  |
| Zeitraum | Wo. ges.                             | Interpret                            | Titel                                | Zusätzliche Informationen |
| (Zeitraum, Wochen auf Platz eins, Interpret, Titel, zusätzliche Informationen) |                                      |                                      |                                      |                           |
| 30. Dezember 2013 – 5. Januar 2014 1 Woche | 1                                    | Bruno Mars                           | Unorthodox Jukebox                   | –                         |
| 6. Januar 2014 – 12. Januar 2014 1 Woche | 1                                    | Sárik Péter Trio                     | A világ összes kincse                | –                         |
| 13. Januar 2014 – 19. Januar 2014 1 Woche | 1                                    | Vad Fruttik                          | Darabok                              | –                         |
| 20. Januar 2014 – 2. Februar 2014 2 Wochen | 2                                    | Tankcsapda                           | A legjobb méreg                      | –                         |
| 3. Februar 2014 – 2. März 2014 4 Wochen | 4                                    | Csaba Vastag                         | Conecto                              | –                         |
| 3. März 2014 – 9. März 2014 1 Woche | 1                                    | Subscribe                            | This Moment Will Soon Be Gone        | –                         |
| 10. März 2014 – 16. März 2014 1 Woche | 1                                    | Zsuzsa Koncz                         | Tündérország                         | –                         |
| 17. März 2014 – 6. April 2014 3 Wochen | 3                                    | Kylie Minogue                        | Kiss Me Once                         | –                         |
| 7. April 2014 – 27. April 2014 3 Wochen (insgesamt 13) | 13                                   | Kowalsky meg a Vega                  | Még nem éden                         | –                         |
| 28. April 2014 – 18. Mai 2014 3 Wochen | 3                                    | Ákos                                 | Karcolatok 20 - Jubileumi koncert    | –                         |
| 19. Mai 2014 – 8. Juni 2014 3 Wochen (insgesamt 5) | 5                                    | Coldplay                             | Ghost Stories                        | –                         |
| 9. Juni 2014 – 15. Juni 2014 1 Woche (insgesamt 13) | 13                                   | Kowalsky meg a Vega                  | Még nem éden                         | –                         |
| 16. Juni 2014 – 29. Juni 2014 2 Wochen | 2                                    | Linkin Park                          | The Hunting Party                    | –                         |
| 30. Juni 2014 – 6. Juli 2014 1 Woche (insgesamt 5) | 5                                    | Coldplay                             | Ghost Stories                        | –                         |
| 7. Juli 2014 – 20. Juli 2014 2 Wochen (insgesamt 13) | 13                                   | Kowalsky meg a Vega                  | Még nem éden                         | –                         |
| 21. Juli 2014 – 27. Juli 2014 1 Woche (insgesamt 5) | 5                                    | Coldplay                             | Ghost Stories                        | –                         |
| 28. Juli 2014 – 14. September 2014 7 Wochen (insgesamt 13) | 13                                   | Kowalsky meg a Vega                  | Még nem éden                         | –                         |
| 15. September 2014 – 21. September 2014 1 Woche | 1                                    | Zorán                                | Egypár barát - Aréna 2014            | –                         |
| 22. September 2014 – 28. September 2014 1 Woche (insgesamt 2) | 2                                    | Ákos                                 | Igazán EP                            | –                         |
| 29. September 2014 – 5. Oktober 2014 1 Woche | 1                                    | Depresszió                           | A folyamat zajlik …                  | –                         |
| 6. Oktober 2014 – 12. Oktober 2014 1 Woche (insgesamt 2) | 2                                    | Ákos                                 | Igazán EP                            | –                         |
| 13. Oktober 2014 – 2. November 2014 3 Wochen (insgesamt 9) | 9                                    | Tankcsapda                           | Urai vagyunk a helyzetnek            | –                         |
| 3. November 2014 – 9. November 2014 1 Woche | 1                                    | Hooligans                            | Társasjáték                          | –                         |
| 10. November 2014 – 23. November 2014 2 Wochen (insgesamt 9) | 9                                    | Tankcsapda                           | Urai vagyunk a helyzetnek            | –                         |
| 24. November 2014 – 30. November 2014 1 Woche (insgesamt 2) | 2                                    | David Guetta                         | Listen                               | –                         |
| 1. Dezember 2014 – 7. Dezember 2014 1 Woche (insgesamt 9) | 9                                    | Tankcsapda                           | Urai vagyunk a helyzetnek            | –                         |
| 8. Dezember 2014 – 21. Dezember 2014 2 Wochen (insgesamt 3) | 3                                    | Dynamic                              | Csak a név számít                    | –                         |
| 22. Dezember 2014 – 4. Januar 2015 2 Wochen | 2                                    | Musical                              | A Játékkészítő                       | –                         |